# یان گوتوفت
یان گوتوفت (آلمانی: John Gottowt؛ ۱۵ ژوئن ۱۸۸۱ – ۲۹ اوت ۱۹۴۲) هنرپیشه و کارگردان سینمای صامت و تئاتر اهل آلمان بود.
از فیلم‌هایی که وی در آن نقش داشته است می‌توان به نوسفراتو و گوژپشت و رقاصه اشاره کرد.